# Rudolf Kundera
Rudolf Kundera, křtěný Rudof Josef (9. března 1911 Tuřany – 9. ledna 2005 Cassis) byl moravský malíř, vyhledávaný portrétista. Většinu života prožil v emigraci ve Francii.

## Život
Vyučil se písmomalířem a pozlacovačem. V letech 1927–1930 studoval na Škole uměleckých řemesel v Brně, poté – z podnětu Alfonse Muchy – Akademii výtvarných umění v Praze, kde byl žákem Franze Thieleho. Absolvoval ji v roce 1936. Když během studia pomáhal Muchovi s restaurováním Slovanské epiopeje a dalšími zakázkami, seznámil se s jeho synem Jiřím Muchou. Časem se stal rodinným přítelem Muchů. V roce 1935 namaloval Kundera pro Husův sbor v rodných Tuřanech obraz Světlo pravdy o rozměrech 7 x 5 metrů, který je tam umístěný stále. Získal za něj Římskou cenu a dvouleté stipendium v Itálii, kde mu po určitou dobu dělal společnost Alfons Mucha. Během římského pobytu namaloval obrazy pro místní kostely a portréty československých diplomatů. Měl výstavu v římské galerii Jandolo, která byla příznivě přijata. Po návratu do Brna se jeho ateliér na dnešním Moravském náměstí stal místem setkávání uměleckých kruhů. Hosty zde byli mj. Rudolf Firkušný a Rafael Kubelík. Před vypuknutím války stihl Kundera ještě navštívit Pobaltí a Skandinávii a v roce 1937 uskutečnit první samostatnou výstavu v Československu.
Když začínalo být zřejmé, že Československo bude obsazeno Hitlerem, rozhodl se Kundera emigrovat. Stihl jeden z posledních přímých vlaků a 9. března 1939 přijel do Paříže. Setkal se tam se svým přítelem Jiřím Muchou. Společně si pronajali bývalý ateliér Alfonse Muchy na adrese 6 Rue du Val de Grâce. Zde se seznámil s Bohuslavem Martinů, setkávali se zde i Hugo Haas, František Langer či Maxim Kopf, z Francouzů herečka Sylvia Bataille a spisovatel Claude Mauriac. Kundera zde vytvořil několik portrétů návštěvníků ateliéru. Kromě nich trávil Kundera první pařížské měsíce své emigrace v blízkosti Firkušného a Vítězslavy Kaprálové, k jeho tehdejším přátelům patřil také Paul Valéry.
Po obsazení Paříže nacisty v létě 1940 se Kundera usadil v Montredonu, dnes součásti Marseille. V pavilonu, sousedícím se zámkem Château Pastré, mohl díky jeho majitelce, mecenášce Lily Pastré (1891-1974), pobývat tři roky. Zámek byl kulturním centrem. Hrály se zde skladby Bohuslava Martinů, Marcela Mihaloviciho či Arthura Honeggera. Koncertovali zde mj. i Pablo Casals a Monique Haasová. Kunderovy obrazy, zachycující atmosféru zámku a jeho návštěvníky, jsou uložené v Musée Cantini v Marseille.
Do vlasti se Kundera přijel podívat v roce 1946. V Praze U Topičů, v Brně, v Ostravě a ve Zlíně mu v té době byly uspořádány výstavy. Ještě před komunistickým převratem v únoru 1948 se vrátil do Francie a natrvalo se usadil v Cassis. Postupně získal mezinárodní renomé; jeho výstavy hostila města Marseille, Aix-en-Provence, Paříž, Luzern, Štrasburk, Filadelfie, Le Havre. V roce 1991 byl Kundera jmenovaný členem Académie de Marseille, což je společnost, kam jsou přijímáni významní umělci a učenci. V tomto městě mu byla také roku 1995 uspořádána retrospektivní výstava. O rok později k tomu došlo i v jeho rodném Brně, v Moravském zemském muzeu. Při této příležitosti obdržel čestné občanství.
Jeho první manželkou byla Holanďanka Maud Blankenberg, s níž měl dvě děti. Roku 1964 uzavřel druhé manželství, a to s Francouzskou Claude Fanel. Jejich dva synové zahynuli o Vánocích 1975 poblíž Brna při automobilové nehodě.
Kundera byl malíř se širokou paletou témat a stylů. Maloval zátiší, krajiny, pohledy na přístavy, moravský folklór, obyčejně ve světlých a jasných barevných tónech. Nejvíc se ale proslavil jako portrétista – ze známých osobností to jsou mj. Bohuslav Martinů, Rudolf Firkušný, Pablo Casals, Paul Valéry, Jan Kubelík, Svjatoslav Richtěr, Vítězslava Kaprálová.

### Kundera a Martinů
Podle Kunderových vzpomínek přivedla Martinů k němu do pařížského ateliéru na jaře 1939 Vítězslava Kaprálová. Přátelství, které oba umělci navázali, bylo celoživotní. Dokládají to jak svědectví současníků, tak částečně dochovaná korespondence, kterou vedli, když Martinů žil v USA. Když v lednu 1941 odjížděli manželé Martinů z Marseille do Ameriky, strávili poslední večer právě s Kunderou. Při svých poválečných návštěvách Evropy obyčejně Martinů svého přítele v Cassis navštívil. 27. května 1952 přijel Martinů shodou okolností právě v den, kdy se Kunderům narodila dcera Natalie. Kundera si hudbu Martinů velmi oblíbil. Na vernisážích jeho výstav se často hrávaly některé ze skladatelových violoncellových sonát  V letech 1952–1958 trávil Martinů často část léta u Kundery v Cassis. Při jednom z takových pobytů ukázal Kundera skladateli reprodukce obrazů Piera della Francesca. To Martinů inspirovalo ke skladbě Fresky Piera della Francesca.

## Ohlas
V roce 1996 o něm Vlasta Svobodová natočila dokumentární film Rudolf Kundera – český malíř v Provence.